# Conflito Moro em Sabah
Conflito Moro em Sabah são uma série de ataques por parte do povo moro de Mindanao em Sabah que teve inicio antes mesmo do período colonial britânico. Muitos civis morreram ou sofreram durante estes incidentes, causando um aumento no sentimento anti-filipino entre os povos nativos de Sabah, especialmente depois dos grandes ataques em 1985, 2000 e 2013. Os ataques foram mais intensos com o apoio do governo filipino durante o mandato do presidente Diosdado Macapagal e Ferdinand Marcos por suas ideias de irredentismo de incluir Sabah oriental como parte do território de Filipinas.